# Modius
Modius, som är latin för skäppa, var ett fornromerskt rymdmått för torra varor, motsvarande 8,754 liter eller 1/6 attisk medimn.
Även om ordet betyder skäppa, var måttet alltså bara omkring en tredjedel av det svenska måttet skäppa (24–29 liter).
1 modius indelades i 16 sextarii (vardera 0,547 liter) = 32 heminæ (0,274 liter) = 64 quartarii (0,137 liter) = 192 cyathi (45,6 milliliter).